# Expellerpressning
Expellerpressning är en gammal metod för att mekaniskt pressa fram bland annat vegetabiliska oljor och som fortfarande används i modern produktion för att undvika giftiga metoder som till exempel kemisk utvinning.
Vid utvinningen uppstår en värmeökning på cirka 30 - 40 °C. 